# Orcrist
Orcrist is een zwaard dat voorkomt in de boeken van J.R.R. Tolkien.
De naam van het zwaard komt uit het Sindarijns en betekent Aardmanklover.
Het werd gemaakt in de Eerste Era in de verborgen stad Gondolin. Net als het zwaard Glamdring werd het na de nederlaag van Morgoth niet meer gezien.
Het werd pas terug gevonden in de Derde Era door Thorin Eikenschild. Orcrist bleef echter niet lang in zijn bezit, toen zijn reisgezelschap (bestaande uit 13 dwergen en een hobbit) werd aangehouden door de boselfen uit het Demsterwold werd het zwaard van hem afgenomen. De elfen gaven het zwaard aan hun koning Thranduil. Het zwaard werd echter op het graf van Thorin Eikenschild gelegd na zijn dood in de Slag van Vijf Legers. Het gaf net als alle elfenzwaarden een blauw licht als er Orks of Trollen in de buurt waren.